# Francesco Pistoia
Francesco Pistoia (Isola Dovarese, 21 aprile 1838 – Isola Dovarese, 18 aprile 1927) è stato un militare e politico italiano.

## Biografia
Figlio di un artigiano si avvia inizialmente al sacerdozio ma allo scoppio della seconda guerra d'indipendenza si arruola volontario nel 1º reggimento di fanteria, nelle file del quale prende parte alla battaglia di Palestro. 
Deciso a raffermarsi viene promosso sottotenente e inviato al 19º e 38º battaglione di fanteria. Nel 1877, col grado di maggiore, è comandato all'Istituto topografico militare. In quest'ultimo incarico da un forte contributo alla formazione e riproduzione dei plastici con la tecnica della galvanoplastica, dove la matrice in gesso è realizzata con esattezza geometrica in base alle levate riprese sul terreno tramite la tavoletta pretoriana. Una volta ricoperta da un sottile strato, che può essere anche di grafite, la matrice diventa conduttore, ed immersa in un bagno galvanico attrae il metallo scelto per la riproduzione della lastra. Dopo un periodo di capo di stato maggiore alla divisione di Bologna è promosso tenente colonnello e inviato al comando del 21º reggimento di fanteria, dove prende i gradi di colonnello. 
Nel 1896, promosso tenente generale, è nominato comandante della brigata Pinerolo, con la quale prende parte alla guerra italo-abissina. Rientrato in Italia viene nominato prima comandante della divisione militare di Brescia, quindi del 7º corpo d'armata fino al 1906, anno del collocamento in posizione ausiliaria per raggiunti limiti di età. 
Fu deputato alla Camera del Regno d'Italia dalla XXI alla XXIV Legislatura.
Sedette al Senato del Regno (Italia) dalla XXVI alla XXVII Legislatura.
Militare di carriera nell'esercito italiano, pluridecorato. Combatté nella battaglia di Solferino e San Martino. Fu componente dell'Istituto topografico militare. Durante la prima guerra mondiale fu richiamato in servizio come tenente generale della Milizia Territoriale presso il Ministero della Guerra.

## Onorificenze

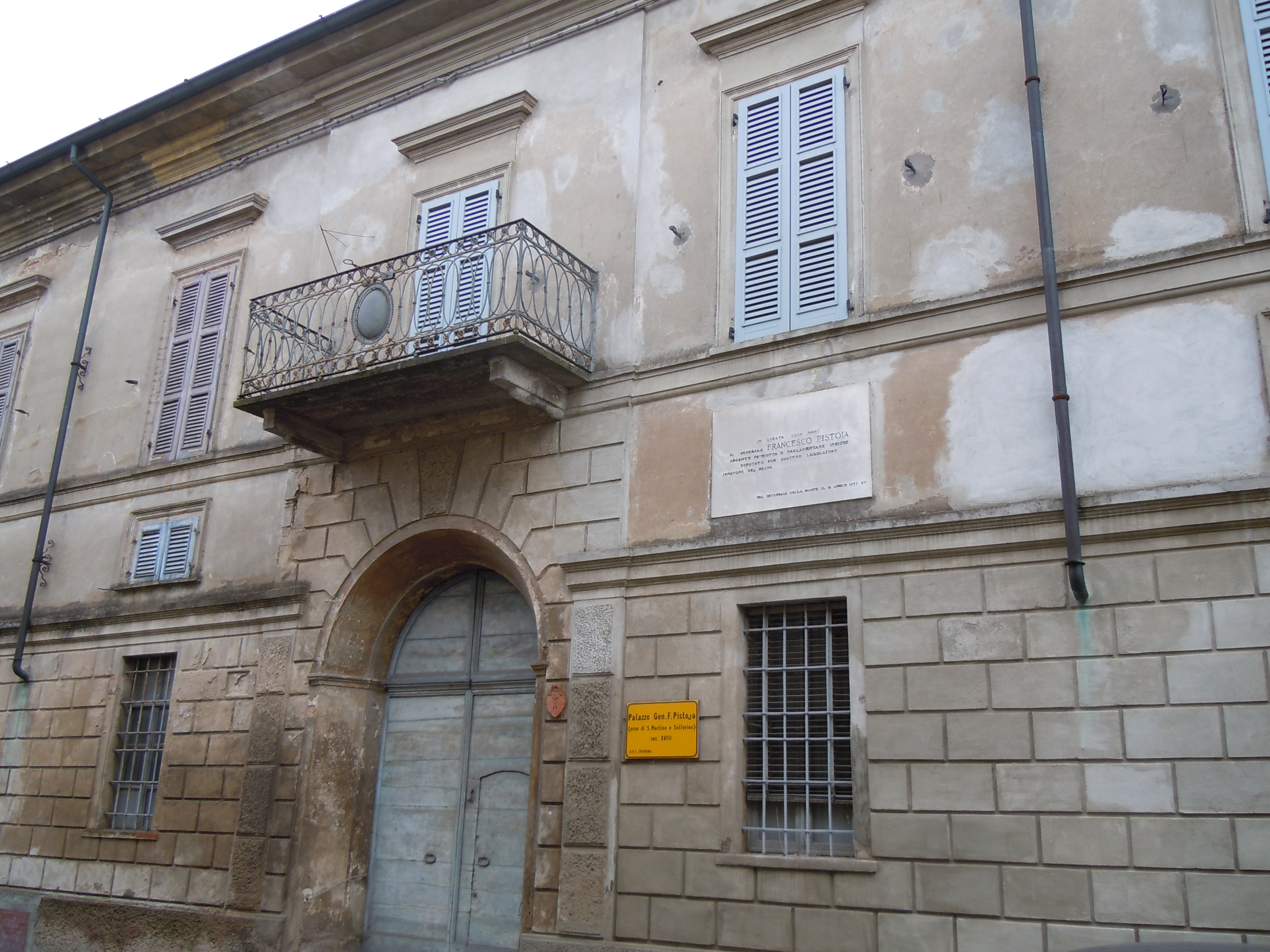
Isola Dovarese, Palazzo Pistoia

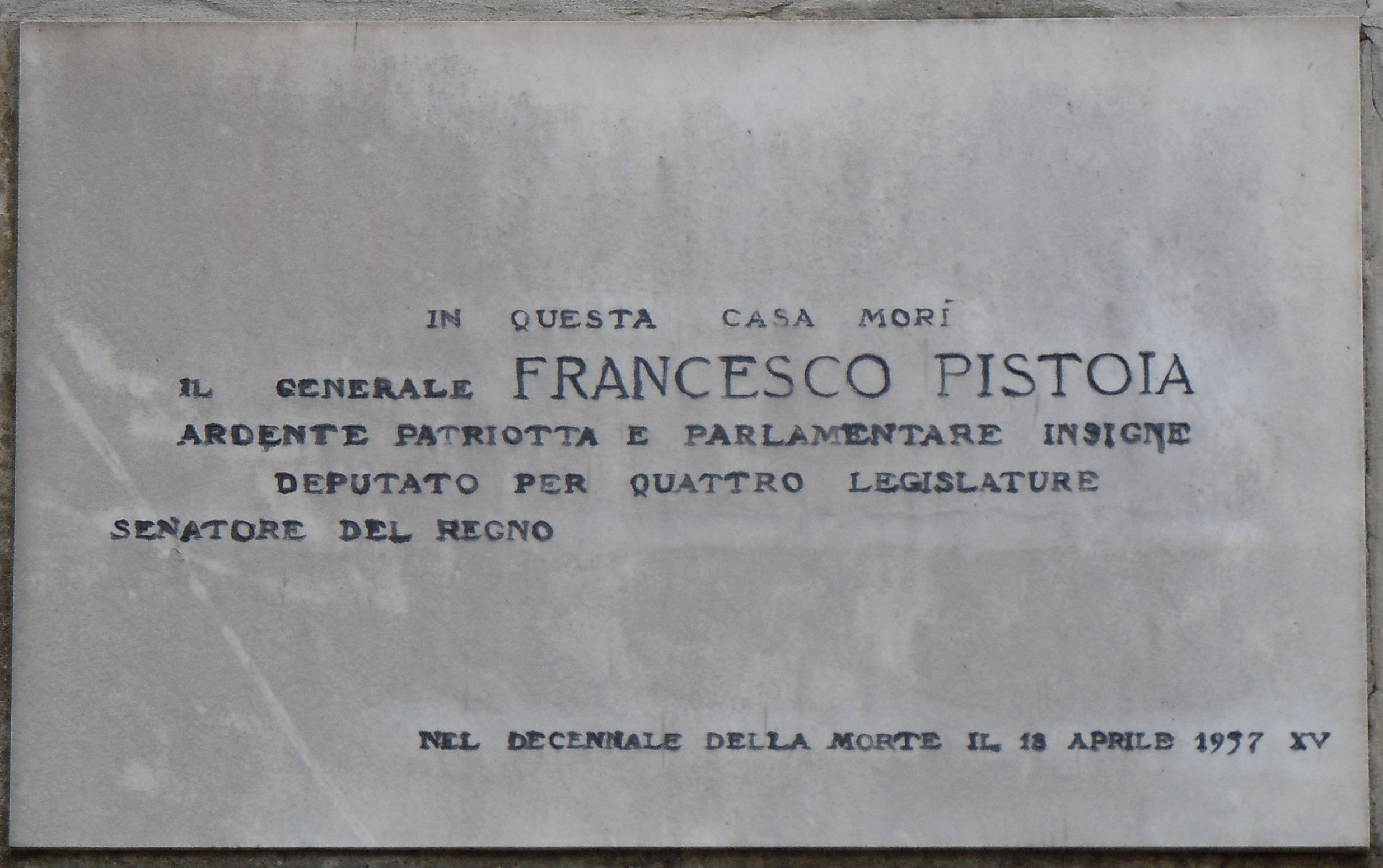
Isola Dovarese, lapide su Palazzo Pistoia